# Aphelocerus sturnus
Aphelocerus sturnus là một loài bọ cánh cứng trong họ Cleridae. Loài này được Kirsch miêu tả khoa học năm 1871.